# Distretto di Ban Rai
Il distretto di Ban Rai (in thailandese: บ้านไร่) è un distretto (amphoe) della Thailandia, situato nella provincia di Uthai Thani.